# سیارک ۱۴۹۷۴
سیارک ۱۴۹۷۴ (به انگلیسی: 14974 Pocatky، نامگذاری:1997SK1) چهارده هزار و نهصد و هفتاد و چهارمین سیارک کشف شده‌است که در ۲۲ سپتامبر ۱۹۹۷ کشف شد.
قدر مطلق سیارک برابر ۱۴٫۲۰ است.